# Premiul Ratzinger
Premiul Joseph Ratzinger (în italiană Premio Joseph Ratzinger) este un premiu al fundației Vaticanului Fondazione Vaticana Joseph Ratzinger - Benedetto XVI și este acordat anual din anul 2011 pentru realizări științifice, culturale și teologice deosebite în contextul discursului contemporan de evanghelizare.
„Premiul Joseph Ratzinger” este considerat a fi un fel de „Premiu Nobel al creștinismului”. De aceea, laureații Premiului Ratzinger sunt personalități a căror operă a reușit să contribuite semnificativ la transmiterea mesajului și valorilor creștine prin intermediul teologiei, filosofiei, artei și culturii.
Premiul, în valoare de 50.000 de euro, este oferit în numele lui Joseph Ratzinger - Papa Benedict al XVI-lea, cel care a inițiat acest proiect. Fondul fundației este alimentat din veniturile rezultate din vânzarea și drepturile de autor ale lucrărilor lui Joseph Ratzinger, precum și din donații publice și private.

## Laureați ai Premiului Ratzinger
- 2011
  - Olegario González de Cardedal (* 1934, Spania), specialist în teologia sistematică
  - Manlio Simonetti (1926–2017, Italia), filolog și istoric al literaturii creștine antice
  - Maximilian Heim OCist (* 1961, Austria), cistercian, teolog specialist în opera lui Joseph Ratzinger
- 2012
  - Brian E. Daley SJ (* 1940, SUA), iezuit, istoric al teologiei
  - Rémi Brague (* 1947, Franța), filosof al religiei, specialist în filosofia și teologia medievală
- 2013
  - Richard A. Burridge (* 1955, Anglia), pastor anglican, specialist în hermeneutică biblică
  - Christian Schaller (* 1967, Germania), teolog, director adjunct al Institutului Papa Benedict al XVI-lea.
- 2014
  - Anne-Marie Pelletier (* 1946, Franța), specialistă în studii biblice
  - Waldemar Chrostowski (* 1951, Polonia), preot, specialist în teologie biblică
- 2015
  - Nabil el-Khoury (* 1941, Liban), filosof al religiei, traducătorul în limba arabă a operei lui Joseph Ratzinger
  - Mario de França Miranda SJ (* 1936, Brazilia), iezuit, specialist în teologie sistematică și antropologie
- 2016
  - Inos Biffi (* 1934, Italia), teolog, istoric și editor
  - Ioannis Kourempeles (* 1965, Grecia), teolog specializat în patristică, primul câștigător al premiului de confesiune ortodoxă
- 2017
  - Karl-Heinz Menke (* 1950, Germania), preot și teolog specialist în dogmatică
  - Theodor Dieter (* 1951, Germania), teolog lutheran, specialist în teologie ecumenică
  - Arvo Pärt (* 1935, Estonia), compozitor de muzică sacră
- 2018
  - Marianne Schlosser (* 1959, Germania), specialistă în spiritualitatea teologiei și filosofiei medievale
  - Mario Botta (* 1943, Elveția), arhitect, creator a nenumărate edificii de cult
- 2019
  - Charles Taylor (* 1931, Canada), politolog și filosof specialist în problema relației dintre religie și modernitate
  - Paul Béré (* 1966, Burkina Faso), teolog iezuit specialist în exegeză biblică, promotor al teologiei africane
- 2020
  - Jean-Luc Marion⁠(d) (* 1946, Franța), filosof reprezentant al fenonemonologiei
  - Tracey Rowland (* 1963, Australia), specialistă în opera și teologia lui Joseph Ratzinger și promotoare a acesteia
- 2021
  - Hanna-Barbara Gerl-Falkovitz (* 1945, Germania), filosoafă a religiei specialistă în opera Sfintei Edith Stein
  - Ludger Schwienhorst-Schönberger (* 1957, Germania), teolog specialist în exegeza Vechiului Testament